# Лаша Шавдатуашвили
Лаша Шавдатуашвили (груз. ლაშა შავდათუაშვილი; Гори, 31. јануар 1992) је грузијски џудиста. На Олимпијским играма у Лондону освојио је златну медаљу у категорији до 66кг. Четири године касније у Рио де Жанеиру дошао је до бронзе у категорији до 73кг. На Европским првенствима освојио је три медаље.